# Trigonopterus moduai
Trigonopterus moduai – gatunek chrząszcza z rodziny ryjkowcowatych i podrodziny krytoryjków.

## Taksonomia
Gatunek ten opisany został po raz pierwszy w 2021 roku przez Radena P. Narakusumo i Alexandra Riedela na łamach „ZooKeys”. Jako miejsce typowe wskazano górę Dako w kabupatenie Tolitoli w indonezyjskiej prowincji Celebes Środkowy. Epitet gatunkowy pochodzi od lokalnego tańca ludowego, moduai.

## Morfologia
Chrząszcz o ciele długości od 2,6 do 2,8 mm, wysklepionym, w zarysie prawie jajowatym ze słabym przewężeniem między przedpleczem a pokrywami, ubarwionym czarno z rdzawymi czułkami i odnóżami. Ryjek samca jest pośrodku przewężony. Epistom jest słabo widoczny. Powierzchnia przedplecza jest grubo punktowana i siateczkowana. Pokrywy mają głębokie rzędy z punktami oraz żeberkowate, bardzo skąpo punktowane międzyrzędy. Wszystkie odnóża mają uda pozbawione ząbków, zaopatrzone w niezmodyfikowane listewki przednio-brzuszne. Tylna para odnóży ma na udach przedwierzchołkową łatkę strydulacyjną. Genitalia samca mają prącie o bokach prawie równoległych, lekko zbieżnych, przed szczytem przewężonych oraz zaokrąglonym szczycie opatrzonym szczecinkami. Otwór u nasady prącia ma klamrę. Aparat przenoszący jest biczykowaty, S-kształtny u szczytu, natomiast przewód wytryskowy pozbawiony jest bulbusa.

## Ekologia i występowanie
Ryjkowiec ten zasiedla górskie lasy. Spotykany jest na rzędnych od 1700 do 1800 m n.p.m. Bytuje na listowiu roślinności.
Owad orientalny, endemiczny dla Celebesu, znany tylko z lokalizacji typowej w prowincji Celebes Środkowy.